# イオン札幌桑園ショッピングセンター
イオン札幌桑園ショッピングセンター（イオンさっぽろそうえんショッピングセンター）は、北海道札幌市中央区北8条西14丁目に所在するショッピングセンターである。イオン北海道が北海道旅客鉄道（JR北海道）グループ企業のジェイ・アール北海道バスと提携して開発・運営している。

## 概要
ジャスコ札幌桑園店を核店舗として2002年（平成14年）10月25日に開業した。
その後、核店舗の「ジャスコ札幌桑園店」は、2011年（平成23年）3月1日にイオングループの総合スーパーをイオンに店名統一することに伴って「イオン札幌桑園店」に改称した。
当店の屋上には2002年（平成14年）11月に移転開業した桑園自動車学校の教習コースが設けられている。これは元々当地にあったJR北海道グループの同校が当ショッピングセンター開業と同時に移転したものである。同様の例としてはイオンスタイル笹丘やイオン横須賀久里浜ショッピングセンターなどがあり、建物の屋上に設けられた教習コースは北海道では初めてである。
地上6階・地下1階建ての建物で1階と2階が売場で、地下と3階に駐車場がある。

## 主なテナント
核店舗のイオン札幌桑園店（旧・ジャスコ札幌桑園店）のほか、約60の専門店テナントが出店している。
出店テナント全店の一覧・詳細情報は公式サイト「フロアガイド」を、営業時間およびATMを設置する金融機関の詳細は公式サイト「インフォメーション」を参照。

## アクセス

### 鉄道
函館本線・札沼線（学園都市線）桑園駅下車。

### バス
各社とも「市立病院前」もしくは「桑園駅前」停留所下車。
- 北海道中央バス
  - 札幌駅前より西51・西71。
  - 札幌駅北口より東63。
  - 北24条駅前より西51。

- ジェイ・アール北海道バス
  - 大通西4丁目または地下鉄琴似駅前より31系統。
  - 札幌駅前または琴似工業高校前より52系統。

- じょうてつ
  - 西11丁目駅前または真駒内駅前より南4。

- 近隣施設の駐車場が有料なのに合わせ、北海道内のイオンSCで唯一、駐車料金を徴収している（3時間以内は無料、以降30分200円）。